# 레이 부르크
레몽 장 "레이" 부르크(프랑스어: Raymond Jean "Ray" Bourque, 1960년 12월 28일 ~ )는 캐나다의 은퇴한 아이스하키 선수로 포지션은 수비수이다. 내셔널 하키 리그(NHL) 최고의 수비수 중 한 명으로 수비수 부문 최다 득점 기록을 보유하고 있다. 그는 NHL 최고의 수비수에게 주는 제임스 노리스 메모리얼 트로피를 총 5회 수상했으며, 같은 상 수상 후보 최종 2위에 6번 이름을 올렸다. 수비수로는 드물게 하트 메모리얼 트로피 수상 후보 2위에 오르기도 했다. 올스타팀에 총 19번 이름을 올렸으며, 올퍼스트팀에 13번, 올세컨드팀에 6번 올랐다.
보스턴 브루인스에서 전성기를 보낸 그는 보스턴의 프랜차이즈 스타였으며, 총 21시즌 동안 활동하여 보스턴에서 가장 오랫동안 활동한 주장이 되었다. 이후 현역 시즌 마지막에 콜로라도 애벌랜치로 이적하였고 스탠리컵 우승을 차지하며 선수 생활을 마감했다.
캐나다 국가대표 선수로 활동하여 캐나다컵에서 2회 우승, 1회 준우승을 기록했고, NHL 선수 참가가 처음으로 허용된 일본 나가노에서 개최된 1998년 동계 올림픽에 참가했다. 2017년에는 "위대한 NHL 선수 100인" 중 한 사람으로 선정되었다.